# Moot court

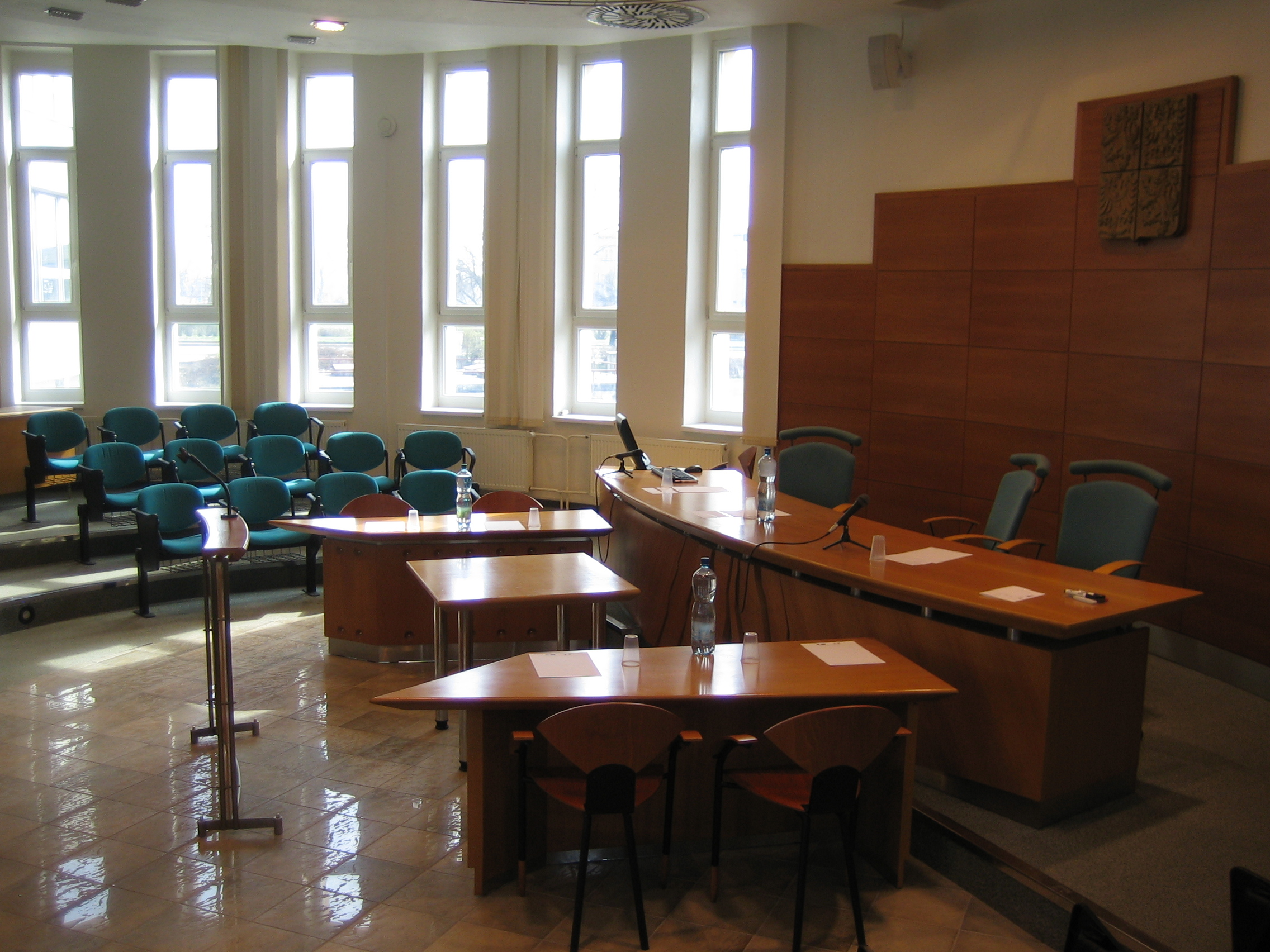
Sala de sesiones en una escuela de Derecho

Un moot court (también conocido como MOOT) es una actividad extracurricular desarrollada en muchas facultades de Derecho, en las que los participantes simulan procesos ante una corte, usualmente realizados a través de la repartición de memorias seguidas de rondas orales. El término "moot" encuentra sus orígenes en los tiempos anglosajones, cuando un "moot" era un encuentro entre personas de relevancia dentro de una localidad para discutir temas de importancia local. Los MOOT actuales no abarcan testimonios de testigos, o la presentación de evidencia, sino que se enfocan exclusivamente en la aplicación de las leyes a un grupo determinado de evidencias y hechos entregado a los participantes. Los participantes en este tipo de actividades suelen ser llamados "mooties".

## Ejemplos de MOOT

### Perú

#### Moot de Libre Competencia - UP
El Moot de Libre Competencia - UP es organizado anualmente en la ciudad de Lima por la Universidad del Pacífico (Perú). Es reconocido como el principal MOOT en materia de libre competencia en Iberoamérica contando con participantes de toda la región.